# Chris Colorado
Chris Colorado est une série télévisée d'animation française en 26 épisodes de 26 minutes, créée par Thibaut Chatel, Frank Bertrand et Jacqueline Monsigny, et diffusée à partir du 18 décembre 2000 sur Canal+.

## Synopsis
Dans un futur post-apocalyptique, un jeune homme, Chris Colorado, se met au service de la Fédération mondiale, qui regroupe les survivants du Grand Crash, et plus particulièrement sous les ordres de son commandeur, Richard Julian. Il lutte contre le mystérieux groupe 666, les Thanors et leur chef suprême, le Grand Protecteur Thanatos. Mais il est aussi à la recherche de son passé, à travers les secrets, les trahisons, ainsi que des membres de sa famille qui, selon la version officielle, auraient disparu dans un accident d'avion…

## Contexte
L'histoire se situe dans un monde ayant subi le Grand Crash : une météorite baptisée Shéol s'est écrasée sur Terre et a quasiment anéanti la totalité de la vie. Sur ces ruines d'un monde passé, où l'énergie nucléaire de l'uranium n'existe plus à cause de la météorite, les survivants tentent de reconstruire leurs vies. Peu à peu, les villes se reconstruisent, mais une nouvelle menace surgit. Un mystérieux dictateur, Thanatos, à la tête d'une armée de fidèles, les Thanors, tente de prendre le contrôle du monde. 
Un groupe de combattants, les Centurions de la Liberté, menés par un certain Richard Julian, se forme pour lutter contre les Thanors. Au fil du temps, Richard Julian et ses Centurions réussissent à contrecarrer les plans de Thanatos, malgré la perte de certains de leurs compagnons, et à fonder la Fédération Mondiale, plaçant la nouvelle capitale du monde à Chichén Itzá, près du nouveau pôle magnétique. Vaincu, réfugié dans la zone interdite, ruines de l'une des plus grandes cités de l'ancien monde où s'est écrasé l'un des plus gros fragments de la météorite, Thanatos continue sa guerre contre la Fédération Mondiale et Richard Julian.
C'est dans ce contexte que Chris Colorado, jeune homme sportif et intelligent, réussit à sauver un jour Richard Julian d'un piège des Thanors. Ignorant de qui il s'agit, Richard Julian ordonne une enquête sur ce mystérieux garçon, pour découvrir qu'il s'agit de l'ancien capitaine Christopher Krantz, exclu de l'armée après avoir été accusé de vol de plans secrets, fils de William-Erwin Krantz, ancien major des Centurions de la Liberté chargé d'infiltrer le camp de Thanatos, jamais réapparu depuis, et que beaucoup considèrent comme un traître.
Richard Julian souhaite le recruter pour lui assigner des missions confidentielles. D'abord réticent, Chris finit par accepter, la quête de la vérité et la curiosité l'emportant sur la méfiance vis-à-vis de l'armée qui l'a humilié. Ceci entraînera Chris Colorado dans de dangereuses aventures où différentes rencontres lui révéleront la vérité sur sa famille.

## Voix
- Emmanuel Curtil : Chris Colorado, divers Centurions et Thanors
- Dominique Paturel : Richard Julian
- Maïk Darah : Rebecca Wong
- Benoît Allemane : Contre-Amiral Jack Mitchell
- Pierre Hatet : Sénateur Herb Forsythe III, Alexis Limonov (le gouverneur de Moscovie )
- Marie-Martine Bisson : Loren Krantz
- Valérie de Vulpian : Jennifer Julian
- Thierry Desroses : Chippowak
- Med Hondo : Atabaskan
- Henri Poirier : Sam Colorado
- Edgar Givry : Venceslas
- Daniel Beretta : William Erwin Krantz, divers Thanors et Centurions, un présentateur radio
- Sébastien Desjours : Vladimir
- Philippe Dumat : Gouverneur de Patanie
- Roger Carel : Professeur Amton
- Jean-Claude Montalban : Major Duval
- Elisabeth Fargeot : Annouchka Krantz
- Guillaume Lebon : Docteur Storm, divers Thanors
- Laurent Morteau : voix additionnelles

## Fiche technique
- Production : AB Productions, Tooncan Productions, Inc., Canal+, Canal J, France 3 et Mediaset
- Année de production : 1999
- Producteurs : Paul Cadieux, Gladys Morchoisne et Frédérick Range
- Auteurs : Thibaut Chatel, Frank Bertrand, Jacqueline Monsigny
- Création graphique : Valérie Adida
- Réalisation : Thibaut Chatel et Dominique Etchecopar
- Scénarios : Thibaut Chatel, Frank Bertrand et Jacqueline Monsigny
- Décors : Anita Petillon, Sébastien Deniaux et Brigitte Milon
- Direction animation : Jean-Marc Leprêtre, Marielle Rabourdin
- Musique originale : Fabrice Aboulker / Arrangements : Jean-François Berger / Enregistrée par l'Orchestre Symphonique de Budapest

## Personnages
- Chris Colorado : de son vrai nom Christopher Krantz. Le héros de l'histoire est un des meilleurs pilotes au monde. De plus, c'est un fantastique expert en arts martiaux et qui possède un master of science. Il est également râleur, voire colérique, et a une peur panique des rats (peut-être une allusion à Indiana Jones). Brillant et populaire capitaine de l'armée de la Fédération Mondiale, il fut radié de l'armée cinq ans plus tôt, accusé d'avoir dérobé des plans secrets. Depuis, il s'est reclus dans la maison de son grand-père Sam Colorado, perdue au fond du Grand Canyon du Colorado. Rattrapé par son passé, il devient l'homme de main du Commandeur Julian tout en tentant de découvrir la vérité sur sa famille.

- Chippowok : cet apache de la tribu des Hopis est l'ami d'enfance et le protecteur de Chris Colorado. Originaire d’un village situé sur les hauteurs du Grand Canyon, pas très loin de la maison de Sam Colorado, le grand-père de Chris, située en contrebas, ils ont fait connaissance lorsque Chris fuyait les Thanors venus enlever sa famille. Chippowok, lui ayant sauvé la vie après l'avoir retrouvé perdu dans le désert, est devenu alors l’ange gardien de Chris, fidèle à la tradition de son peuple. Et comme tout bon Indien, il adore affubler tout visage pâle d’un surnom totémique (Ouragan déchaîné pour Chris, Condor Bigleux pour l'Amiral Mitchell) et se doit de s'exprimer avec force métaphores plus ou moins sibyllines et autant de maximes typiques telles que « le vent téméraire peut se transformer en zéphyr brûlant » ou bien encore « il ment comme le scorpion regarde de travers ».

- Richard Julian : chef des Centurions de la Liberté, mouvement de libération ayant réussi à vaincre la dictature de Thanatos, il fut logiquement élu au suffrage universel Grand Commandeur, dirigeant de la Fédération Mondiale, et préside ainsi à la destinée de la planète depuis la capitale Chichén Itzá. Il a bien connu le père de Chris, William-Erwin Krantz, à qui il confia jadis la périlleuse mission d'infiltrer la tanière des Thanors. De son vrai nom Richard Julian Krantz, il est le fils de Samuel Krantz, et le frère de Venceslas et William Erwin Krantz, et donc l'oncle de Chris, Jennifer/Victoria et Vladimir. Apprenant par son père que Thanatos a de fortes chances d'être Venceslas Krantz, son frère, il décide de changer de nom, devenant ainsi Richard Julian.

- Jack Mitchell : contre-amiral, commandant en chef des forces aéronavales régulières, chargé de la protection rapprochée du commandeur Richard Julian. Militaire autoritaire, il se méfie de Chris Colorado mais finira par sympathiser avec lui.

- Centurions de la liberté : Soldats de la Fédération mondiale, les Centurions sont partout ou presque. Ils combattent les Thanors sur tous les fronts. Contrairement aux Thanors qui sont des fanatiques, les centurions sont des soldats issus de la vie civile. Les vétérans de l'armée de la fédération ont toute la confiance du Commandeur.

- Sam Colorado : grand-père de Chris, vivant dans le Grand Canyon, il l'a recueilli après que son père et le reste de sa famille a disparu. Il refuse en général de répondre aux questions de Chris sur son passé, prétextant une mémoire défaillante. De son vrai nom, Samuel Jonathan Krantz. Enfant surdoué, il fait de brillantes études, et est devenu un physicien réputé. Époux de Annouchka Krantz, célèbre exobiologiste, il a trois fils d'elle, 2 jumeaux, William-Erwin et Venceslas, et Richard Julian, le cadet. Il sera chargé de détruire la météorite avant qu'elle n'atteigne la Terre, mais ne parvient qu'à la fractionner, réduisant cependant l'ampleur de la catastrophe. Il est le premier des Krantz à avoir reçu une marque de naissance en forme d'étoile sur l'épaule gauche, qui s'avéra être en fait du torrent noir, ce qui l'immunisera à ce poison lui et sa descendance. Bien qu'isolé dans sa maison au fond du grand canyon, il continue ses recherches, développant des technologies à base de magnétite, et cherche en vain un remède contre le torrent noir.

- Jennifer Julian : capricieuse et téméraire fille du Grand Commandeur Richard Julian. Elle se sent mystérieusement attirée par Chris. Son vrai nom est Victoria Krantz. Adoptée par Richard Julian à la suite de la disparition de son père et à l'enlèvement de sa mère par les Thanors, elle est en fait sa nièce, et la sœur de Chris et Vladimir.

- Rebecca Wong : première Conseillère du Commandeur Julian. Froide et distante, un peu l'opposée de Jennifer, elle est aussi une ancienne activiste du parti de l'Axe d’Acier, qui fut dissous à la suite de sa défaite électorale face au Commandeur Julian. Bien que se montrant soupçonneuse vis-à-vis de Chris Colorado, ils comprendront rapidement qu’ils sont du même bord, aussi accepteront-ils de se faire confiance au sein de la Fédération Mondiale. Dans son passé, activiste de l'Axe d'Acier connue sous le nom de Lili, elle a connu Chris à l'université de Denver. Une mauvaise manipulation d'un explosif qu'elle tentait de poser la défigura, et lui broya les mains. Son visage a dû être reconstruit, et elle possède à présent des mains mécaniques (tout en ayant l'apparence de vraies mains) que lui a greffé le docteur Storm. Elle tombera amoureuse de Chris, et le suivra même quand il aura perdu la raison après avoir bu du torrent noir

- Herb Forsythe III : doyen des sénateurs, membre de la chambre des fédérés. Fondateur du parti de l'Axe d'Acier et donc à la base opposant au commandeur Richard Julian, il en est à présent un fidèle, et est directeur du « Warp », les services secrets officiels. Il est d'après sa fiche le fils de Herb Forsythe II, lui-même fils de Herb Forsythe I. Véritable méchant de l'histoire. Herb Forsythe I, II et III sont en réalité une seule et même personne : il fut génétiquement créé par un projet gouvernemental secret, le « dossier Minotaure ». Ce projet mené par le Département officiel de recherche scientifique avait pour but de créer des individus génétiquement modifiées d'une durée de vie rallongée (200 ans) grâce à un vieillissement plus lent, pour exprimer un trait de caractère particulier. Herb Forsythe est celui des 14 clones qui a pour caractère le « mal ». Se libérant de ses créateurs, les détruisant ainsi que les autres clones, il n'aura qu'un objectif : semer le chaos et la destruction pour régner sur Terre. Son nom [qui existe en anglais] est un jeu de mots aptonymique sur « foresight », la capacité « visionnaire » d'anticiper et de planifier dans l'avenir. Ayant découvert dans la base polaire du Département, là où il a été créé, les recherches effectuées sur le torrent noir, origine de toute vie sur Terre apportée par une météorite et qui semblerait révéler toute la noirceur d'un être, il décide de trouver un cobaye qu'il modifierait génétiquement pour pouvoir en boire. Il choisit et enlève un enfant surdoué, Samuel Krantz, et insère dans son génome une suite moléculaire du torrent noir permettant au cobaye de le supporter. Bien que le torrent noir décuple les forces du garçon, il est déçu par la faible durée de son effet, et décide de chercher un autre moyen de semer le chaos. Des recherches archéologiques lui permettent de découvrir une mystérieuse technologie Croul, ancêtres de Mayas, capable de repousser ou attirer les météorites contenant du torrent noir. Il découvre alors le lieu où réside cette machinerie, Palenque, et l'utilise pour attirer une météorite, capable de détruire toute vie. La machinerie qui ne peut être arrêtée, sera inversée par le Fédération Mondiale, ré-inversée(pour attirer du torrent noir) par Forsythe III, puis arrêtée par Chris, détruisant Palenque. Hélas pour lui, l'enfant qu'il avait génétiquement modifié, devenu un brillant physicien, ainsi que sa femme, réussirent à faire exploser la météorite en fragments plus petits, réduisant l'ampleur de la catastrophe. Voulant se venger des Krantz, il crée sa « fille », Loren, pour semer la discorde entre les enfants de Samuel Krantz. Rejeté par Loren pour son frère William-Erwin, Venceslas quitte le reste de sa famille. Herb Forsythe parvient à l'attirer et à le faire tomber dans le torrent noir qui, en plus de son effet dopant, agit comme une drogue psychotrope redoutablement addictive. Il manipule alors Venceslas pour en faire sa marionnette, Thanatos, et créer une armée de fanatiques, les Thanors, pour conquérir le monde. Venceslas devenu faible à force de boire du torrent noir, Herb Forsythe décide de le remplacer par son frère. Malgré cela, il perd la guerre contre Richard Julian. Il décide alors de fonder un parti politique, l'Axe d'Acier, et bien qu'ayant perdu les élections face à Richard Julian, il devient sénateur et infiltre les plus hauts rangs de la Fédération Mondiale. Il mourra avec sa fille lors de la destruction de la Météorite contenant le torrent noir.

- Thanatos : le mystérieux dictateur de l'histoire à la tête des Thanors, fondateur du groupe 666. Surnommé par ses fidèles le « Grand Protecteur », il possède plusieurs pouvoirs psychiques et télépathiques qu’il tire du Torrent Noir, liquide noir visqueux émanant de la météorite. Il est l'objet d'un véritable Culte de la personnalité et le régime qu'il instaure est un parfait exemple de totalitarisme, avec une « doctrine » présentée comme vérité absolue, et une diabolisation systématique de ses ennemis. Nul ne sait qui se cache derrière son masque et son costume sombre, mais lui semble bien connaître ses adversaires, à commencer par Chris qu'il aimerait voir rejoindre sa cause. Il n'a pour but que de conquérir le monde (et y régner plus de 1000 ans) pour le soumettre à sa doctrine, et enfin vaincre Richard Julian. Il est le fruit de la folie provoquée par l'absorption de torrent noir par un membre de la famille Krantz. Ainsi, Venceslas, tombé dans le torrent noir, sera manipulé par Herb Forsythe III et deviendra Thanatos sous ses ordres. Plus tard, il sera remplacé par son frère William-Erwin lorsque Forsythe jugera Venceslas trop affaibli par la consommation de torrent noir. Par la suite, ce sera le tour de son fils Christopher, lui-même sous l'emprise du poison.

- Thanors : recrutés de gré ou de force par Thanatos. Ils ont subi la « greffe de Thanors », modifications chirurgicales (ils n'ont plus de visage, pour éviter leur propre « culte de la personnalité », et le cachent derrière un masque d'apparence squelettique) et un lavage de cerveau les a transformés en véritables fanatiques prêts à tout pour obéir au Maître et à sa doctrine. Ils n'hésitent donc pas à se suicider plutôt que de tomber aux mains de l'ennemi : pour cela, un simple appui sur un bouton situé derrière la tempe les plonge en « catalepsie », état proche du coma profond. Ils servent aussi bien d’hommes de main que de guerriers envoyés sur divers fronts en se déplaçant à bord des menaçants hélicoptères Scorpio 6, ou bien encore d’espions infiltrés jusque dans les plus hautes sphères de la Fédération Mondiale. Il y a des Thanors Novices et des Thanors Vétérans ainsi qu'un Thanor de taille gigantesque qui sera tué par Chris lors de la bataille finale (épisode 18). Les Thanors survivants à la Bataille finale seront confiés au Docteur Storm pour être réintroduits à une vie normale.

- William-Erwin Krantz : époux de Loren Krantz, père de Chris Colorado et de Victoria Krantz. Ancien major des centurions de la liberté qui a mystérieusement disparu lors d'une mission d'infiltration des Thanors. Il est considéré par beaucoup comme un traître. Fils de Samuel Krantz et Annouchka Krantz, frère jumeau de Venceslas et frère de Richard Julian, il « volera » Loren, la fiancée de son frère. D'elle il aura trois enfants, Chris, Victoria/Jennifer, et bien plus tard Vladimir. Sa mission d'infiltration est biaisée depuis le départ, puisque Thanatos est alors son frère, Venceslas, ce qu'il ignore ou refuse de croire. Emprisonné avec sa femme, ne pouvant lutter contre son frère qui tire ses pouvoirs du torrent noir, il décidera d'en boire lui aussi pour pouvoir le battre. Une fois son frère battu, il perd lui aussi la raison à cause de ce poison, et devient le nouveau Thanatos. Dans ses rares moments de lucidité, il ira voir son père, Samuel pour lui remettre de l'argent pour les études de son fils Chris, dont Sam a la garde. Il ira aussi rendre sa gourmette à Chris.

- Loren Krantz : épouse de William Erwin Krantz, mère de Christopher Krantz et Victoria Krantz. D'après la version officielle, elle aurait disparu dans un accident d'avion avec sa fille Victoria. Loren est en fait la fille clonée de Herb Forsythe. Créée par lui pour semer la discorde entre les frères Krantz, elle sera d'abord la fiancée de Venceslas, puis celle de William-Erwin avant d'en devenir la femme. Elle est enlevée par Thanatos / Venceslas pendant la mission d'infiltration de son mari, et le suivra lorsqu'il deviendra à son tour Thanatos. Durant cette période, elle aura un troisième enfant Vladimir. Complètement sous le pouvoir de son père, elle tentera de le libérer à plusieurs reprises.

- Vladimir : fils de Thanatos, c’est un de ces plus loyaux soldats. Sa ressemblance frappante avec Chris reste mystérieuse pour tout le monde. Son nom complet est Vladimir Krantz. C’est le benjamin des enfants de William-Erwin et Loren Krantz, né durant l’emprisonnement de ses parents par Thanatos. C’est le seul des trois enfants qui a grandi auprès de ses parents. Son père étant devenu Thanatos, il sera son plus fidèle soldat et lui obéira en tout, même après qu’il a perdu sa place au profit de Chris. Il a aussi beaucoup de tendresse envers sa mère. Après avoir appris la vérité sur l’existence de la liberté, la justice et le droit, lors de sa visite à la bibliothèque de la zone interdite, il décide de prendre l’antidote contre le torrent noir et de partir pour prendre du recul. Il retourne plus tard auprès de sa famille et accepte la demande de l’amiral Mitchell de s’engager dans l’armée.

- Venceslas : personnage mystérieux dont personne ne semble savoir quelque chose, à part le commandeur Julian. Il se pourrait qu'il soit celui qui se cache derrière le masque de Thanatos. De son vrai nom Venceslas Olek Krantz, fils de Samuel et Annouchka Krantz, frère jumeau de William-Erwin et frère ainé de Richard Julian Krantz. Durant ses études à Denver, il rencontrera Loren qui deviendra sa fiancée. Alors qu'il la présente au reste de sa famille, son frère jumeau William-Erwin tente et réussit à la séduire. Fou de rage, il s'enfuira sur sa moto, et roulera jusqu'à la zone interdite, tombant alors dans le torrent noir. Devenu fou après avoir bu de ce poison, manipulé par Herb Forsythe, il devient Thanatos et fonde le groupe 666. Combattu par ses frères, il piégera William-Erwin qui tentait de s'infiltrer chez les Thanors. Pour contraindre celui-ci à le rejoindre, il décide d'enlever sa famille mais ne réussira qu'à enlever Loren. Il tente vainement de convaincre son frère de rejoindre sa cause. Affaibli car ayant régulièrement du torrent noir, il est battu par William-Erwin qui décida finalement d'en boire lui aussi. Il perdit alors sa place de Thanatos au profit de son frère. Chassé dans le territoire des Mosaïs, il mettra une longue période à se désintoxiquer du torrent noir, puis deviendra le chef des Mosaïs, Mosaï Marubo

- Les Mosaïs : anciens habitants de la cité radieuse, ville touchée de plein fouet par un éclat de la météorite. Prisonniers sous les décombres de la ville, ils sont grandement affectés par les émanations de la météorite, ceux de l'ancienne rive ouest, plus affectés, devenant les goules (proches de l'homme singe), ceux de l'ancienne rive est, moins affectés, les striges. Leurs territoire se situe sous la zone interdite, et quiconque y pénètre n'en revient jamais. Manipulés par Herb Forsythe III, à l'aide de Shéol, après que Chris a retrouvé Venceslas, certains iront aider la fédération, d'autres suivront Forsythe, tant Goules que Striges. Mitchell tentera même d'en faire des soldats disciplinés.

## Épisodes
1. L'homme du commandeur
2. La ville protégée
3. La zone interdite
4. La nuit des Hopis
5. Le voyage du Liberty
6. La femme voilée
7. Le cube de verre
8. Le grand crash
9. Votez Julian
10. Le triomphe de Thanatos
11. Clandestinité
12. Les Mosaïs
13. Faux-semblant
14. Marubo
15. La folie de Chris Colorado
16. Thanatos contre Thanatos
17. La bibliothèque disparue
18. Le fantôme de Chichen-Itza
19. Frères ennemis
20. Le testament d'Annouchka Krantz
21. Le secret de Palenque
22. Les femmes du désert
23. Chasse à l'homme
24. Le dossier Minotaure
25. Le fils du clone
26. Le destin des Krantz

## Commentaires
L'esprit de la série est étonnamment mature pour un dessin animé destiné à la jeunesse. Tout d'abord, dans le traitement particulier réservé à l'histoire. Par exemple, celle-ci s'attarde peu sur les événements survenus avant la météorite, seules quelques allusions y sont faites mais seulement sur la base de l'expérience personnelle de Chris. En outre, les rebondissements sont nombreux et les références cinématographiques pullulent (par exemple, New York 1997 pour l'atterrissage en catastrophe du Commandeur dans la Zone Interdite ou Chichén Itzá reconvertie en un immense complexe militaire ultra-moderne). À l'univers de science-fiction du départ s'ajoute de la politique, de l'espionnage, voire de la philosophie.
Les personnages de la série eux-mêmes ont des personnalités très fouillées par rapport aux autres productions jeunesse, même dans les autres productions de série d'animation aux dessins réalistes. Possédant chacun leurs motivations particulières, à ceci s'ajoutent des histoires de traîtrise qui font que l'on doute souvent d'eux. Les personnages représentent la vraie profondeur de la série. Leurs traits assez rectangulaires, réalistes et effilés rappellent ceux de Batman, la relève.
Malgré des critiques enthousiastes, qualifiant parfois même la série de meilleur dessin animé de science-fiction français depuis Ulysse 31, la série ne voit pas de seconde saison et se termine donc en queue de poisson, le studio responsable du projet, Animage, ayant été fermé par AB Productions entre-temps.
Malgré une sortie en DVD avortée (seuls les quatre premiers épisodes ont été édités), la série est régulièrement rediffusée sur la chaîne Mangas, qui appartient au groupe AB. Elle est disponible depuis 2017 sur la chaine TeamKids de YouTube.

## Produits dérivés

### DVD
Le premier volume de la saison est sorti en DVD. Il comprend les quatre premiers épisodes.